# Henkerturm (Nürnberg)

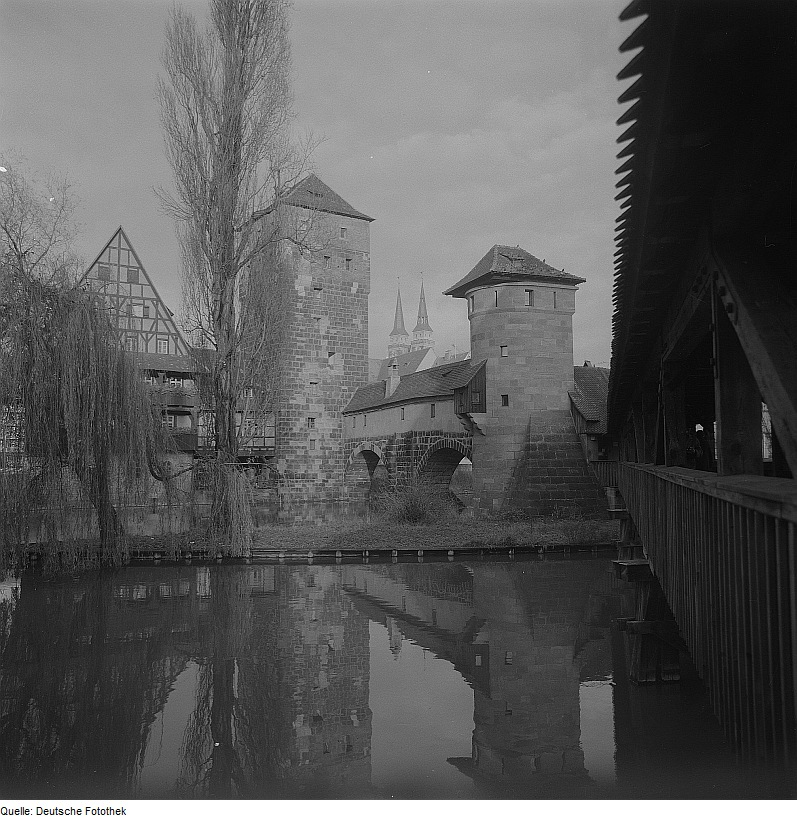
Der Henkerturm rechts hinten, links davon Wasserturm und Weinstadel. Im Vordergrund rechts der Henkersteg.

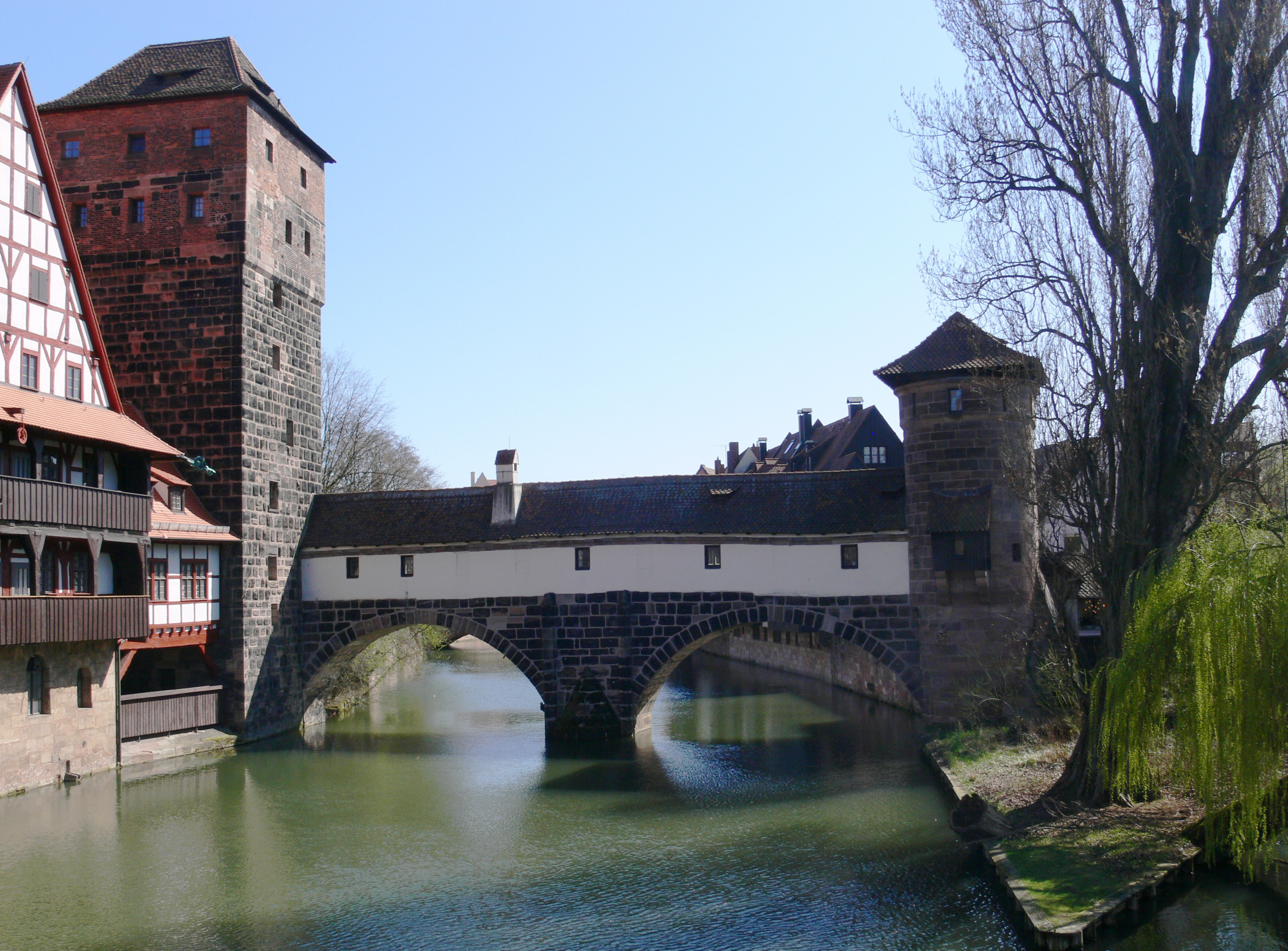
Links der Wasserturm, rechts der Henkerturm.

Der Henkerturm ist ein Mauerturm im Westen der vorletzten Nürnberger Stadtbefestigung.

## Lage und Umgebung
Der Turm steht auf der Westspitze der in der Pegnitz gelegenen Trödelmarktinsel und ist mit dem am Nordufer des Flusses stehenden, größeren Wasserturm durch eine mit Fachwerk und Satteldach überbauten, zweibogigen Sandsteinbrücke verbunden. Zum Südufer führt vom Henkerturm der Henkersteg.

## Geschichte
Der nach Westen runde Turm wurde 1320–25 als Teil der Pegnitzüberbrückung errichtet. Er schützte ursprünglich den Pegnitzausfluss und verlor ab 1400 mit Errichtung der letzten Stadtbefestigung seine Funktion. In den über den Henkerturm zugänglichen Räumen der überbauten Brücke wohnte danach der Henker der Stadt.
2007 wurde in den Räumen des Henkers das Henkerhaus eröffnet, ein Museum zur Kriminalgeschichte Nürnbergs, die am Beispiel des Tagebuchs des Henkers Franz Schmidt dargestellt wird. Träger des Museums ist der Verein Geschichte Für Alle.